# Plan 9 from Outer Space (jeu vidéo)
Cet article concerne le jeu vidéo. Pour le film, voir Plan 9 from Outer Space.
Plan 9 from Outer Space est un jeu vidéo d’aventure en pointer-et-cliquer développé par Gremlins Graphics Ireland et édité par Gremlins Graphics en Europe et Konami aux États-Unis. Il est sorti sur Amiga, Atari ST et PC en 1992.

## Synopsis
Plan 9 n'est pas une adaptation du film du même nom, mais plutôt une référence à son tournage et un hommage à son réalisateur Ed Wood : l'objectif du jeu est en effet de retrouver les six bobines du film d'Ed Wood Plan 9 from Outer Space, volée par un sosie de l'acteur principal, Béla Lugosi. Le producteur du studio engage alors le héros pour une enquête qui va le mener dans les coulisses du tournage.
Le scénario développe un esprit humoristique second degré en hommage à l'univers d'Ed Wood : l'un des auteurs, le développeur du jeu Thomas Rolfs, assume même un gameplay « volontairement très proche du film : de mauvais goût, obsolète et très décalé ».

## Système de jeu
Plan 9 utilise un système assez classique du jeu d'aventure : à chaque tableau, il suffit de pointer sur un élément du décor puis de cliquer sur l'un des 10 verbes d'actions mis à disposition (frapper, utiliser, parler, pousser...) pour interroger un personnage, collecter des informations, ramasser ou utiliser des objets, ouvrir une porte, etc.

## Développement
Le jeu a été développé par Thomas Rolfs (programmation), Ian Hadley (production et scénario), John McLoughlin, Nicola Sedgwick, Phil Plunkett de Gremlin Graphics (bureau de développement en Irlande). Les versions Amiga (Assembleur) et PC (Langage C) ont été développées en parallèle.